# Inka Bach
Inka Bach (Berlín Oriental, 27 de abril de 1956) escritora alemana.
Se mudó con su familia a Berlín Occidental en 1972 y tras sacarse el Abitur en 1974, estudió filosofía y letras en la Universidad Libre de Berlín, donde más tarde haría un máster y un doctorado. Ha trabajado como guionista y vive con sus dos hijos en Berlín.

## Obras
- Deutsche Psalmendichtung vom 16. bis zum 20. Jahrhundert, Berlín [u.a.] 1989 (con Helmut Galle; Diss. FU Berlín 1987/1988)
- Hesel, Berlín 1992 (con Holzschnitten von Karl Schäfer)
- Pansfüße Berlín 1994 (con Holzschnitten von Karl Schäfer)
- Der Schwester Schatten Berlín 1998
- Hesel Berlín 1998
- Wir kennen die Fremde nicht Rheinsberger Tagebuch, Berlín 2000
- Wer zählt die Opfer, nennt die Namen Berlín 2002 (con Regine Ahrem)
- Bachstelze, Erfurt 2003
- Glücksmarie, Berlín 2004
- Kanzlerinnen, schwindelfrei über Berlin, hrsg. von Corinna Waffender, Berlín 2005
- Der gemeinsame Weg, Berlín 2008
- Der Schwester Schatten. Eine Szenerie nach Trakl , Berlín 2010
- Aufzeichnungen aus dem Untergrund nach Dostojewskij, 2011
- "Schönes Wochenende" , Berlín 2012 (con Ingrun Aran)